# Uvesco

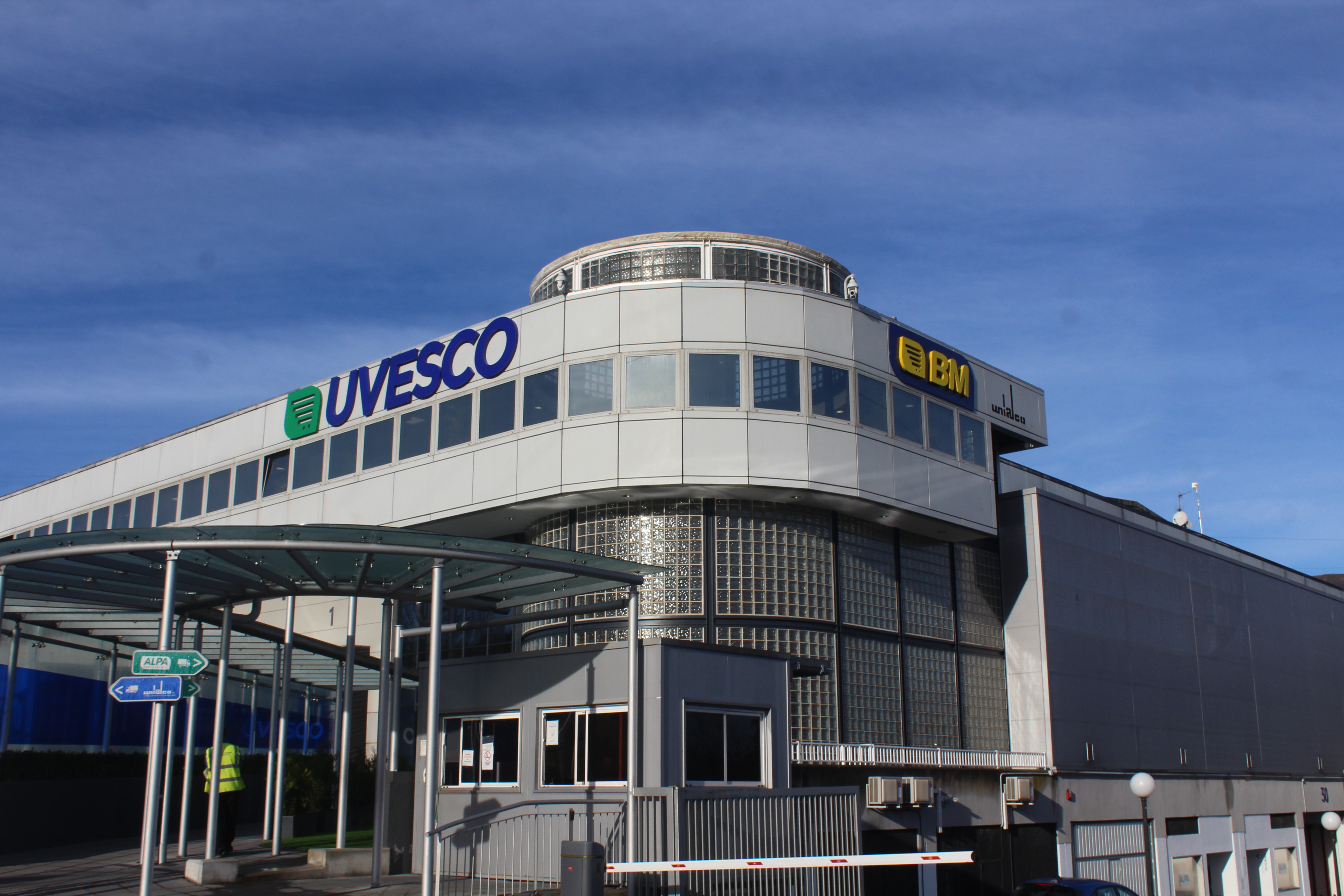
Sede corporativa da UVESCO em Irun

O grupo Uvesco é um grupo empresarial espanhol de distribuição alimentar que tem 268 supermercados próprios no País Basco, Cantábria, Navarra, La Rioja, Madrid e Ávila.

## História
O grupo nasceu em 1993, através da união de duas empresas familiares do setor, que decidiram-se juntar. As duas empresas, eram a UNIALCO (com sede em Gipuzkoa e fundada em 1968) e a VES (com sede na Cantábria e fundada em 1905).

## Dados econômicos

### Grupo Uvesco
- Volume de negócios: 986 milhões de euros, em 2022;[2]
- Numero de trabalhadores: 5.941, em 2023;[3]
- Área total de vendas: 201.958 m2.[1]

## Acionistas
O principal acionista é a empresa de private equity PAI Partners.

## Operações do Grupo
O grupo opera com as seguintes marcas:

### Supermercados próprios
- BM Supermercados: 260 Lojas.[1]
  - Localizadas na província de Guipúscoa: 52 Lojas;[5]
  - Localizadas na província de Biscaia: 106 Lojas;[5]
  - Localizadas na província de Álava: 6 Lojas;[5]
  - Localizadas na província de Cantábria: 29 Lojas;[5]
  - Localizadas na província de Navarra: 30 Lojas;[5]
  - Localizadas na província de La Rioja: 7 Lojas;[5]
  - Localizadas na província de Madrid: 43 Lojas;[5]
  - Localizadas na província de Ávila: 2 Lojas;[5]
  - Localizadas na província de Guadalajara: 1 Lojas;[5]
  - Localizadas na província de Astúrias: 1 Lojas.[5]

- Super Amara: 8 Lojas.[1]
  - Localizadas na provincia de Guipúscoa: 8 Lojas.[1]

### Supermercados franquiados
- BM Shop: 21 Lojas.[1]

### Plataformas logísticas
- 4 plataformas logística.[1]

## Quota de mercado
O grupo tem uma quota de mercado de 17,8% (em 2021) no País Basco, 8,6% (em 2021) na Cantábria.